# KCTD9
KCTD9 (англ. Potassium channel tetramerization domain containing 9) – білок, який кодується однойменним геном, розташованим у людей на 8-й хромосомі. Довжина поліпептидного ланцюга білка становить 389 амінокислот, а молекулярна маса — 42 567.
| 10         |  | 20         |  | 30         |  | 40         |  | 50         |
| ---------- |  | ---------- |  | ---------- |  | ---------- |  | ---------- |
| MRRVTLFLNG |  | SPKNGKVVAV |  | YGTLSDLLSV |  | ASSKLGIKAT |  | SVYNGKGGLI |
| DDIALIRDDD |  | VLFVCEGEPF |  | IDPQTDSKPP |  | EGLLGFHTDW |  | LTLNVGGRYF |
| TTTRSTLVNK |  | EPDSMLAHMF |  | KDKGVWGNKQ |  | DHRGAFLIDR |  | SPEYFEPILN |
| YLRHGQLIVN |  | DGINLLGVLE |  | EARFFGIDSL |  | IEHLEVAIKN |  | SQPPEDHSPI |
| SRKEFVRFLL |  | ATPTKSELRC |  | QGLNFSGADL |  | SRLDLRYINF |  | KMANLSRCNL |
| AHANLCCANL |  | ERADLSGSVL |  | DCANLQGVKM |  | LCSNAEGASL |  | KLCNFEDPSG |
| LKANLEGANL |  | KGVDMEGSQM |  | TGINLRVATL |  | KNAKLKNCNL |  | RGATLAGTDL |
| ENCDLSGCDL |  | QEANLRGSNV |  | KGAIFEEMLT |  | PLHMSQSVR  |  |            |

A: Аланін

C: Цистеїн

D: Аспарагінова кислота

E: Глутамінова кислота

F: Фенілаланін

G: Гліцин

H: Гістидин

I: Ізолейцин

K: Лізин

L: Лейцин

M: Метіонін

N: Аспарагін

P: Пролін

Q: Глутамін

R: Аргінін

S: Серин

T: Треонін

V: Валін

W: Триптофан

Кодований геном білок за функцією належить до фосфопротеїнів. 
Задіяний у такому біологічному процесі, як убіквітинування білків. 